# Sonata para piano n.º 1 (Mozart)

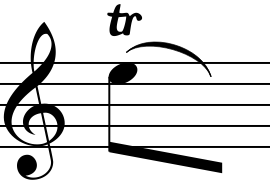
Piano Sonata n.º 1 de Mozart.

La Sonata para piano n.º 1 en do mayor, K. 279/189d, de Wolfgang Amadeus Mozart consta de tres movimientos:
1. Allegro
2. Andante
3. Allegro

Esta composición es la primera de una serie de seis sonatas que Mozart escribió antes de su viaje a Múnich (fines de 1774), de las cuales 5 fueron especificadas "pour le clavecin", y la sexta "pour le forte-piano". El primer tiempo es una reelaboración de algún trabajo anterior (quizá de 1773). El final, escrito autógrafo sobre distinto papel, pudo haber sido compuesto, a más tardar, a finales de 1774. 
Desaparecida ya la influencia italiana, surgen otras como la de Haydn que en 1774 había publicado seis sonatas para piano de las cuales se refleja la inspiración de Mozart en sus primeras sonatas. Es también evidente la influencia romántica italiana.
La interpretación dura regularmente catorce minutos. 